# Callopistria obscura
Callopistria obscura là một loài bướm đêm trong họ Noctuidae.